# 마른주의 캉통
프랑스 마른주에는 총 23개의 캉통이 속해 있다. 2015년 3월 행정구역 총개편으로 인해 현재는 다음과 같이 설치되어 있다.
- 아르곤쉬프에벨
- 부르고뉴
- 샬롱장샹파뉴 1
- 샬롱장샹파뉴 2
- 샬롱장샹파뉴 3
- 도르망페사주드샹파뉴
- 에페르네 1
- 에페르네 2
- 핌몽타뉴드랭스
- 무르멜롱벨에몽드샹파뉴
- 렝스 1
- 렝스 2
- 렝스 3
- 렝스 4
- 렝스 5
- 렝스 6
- 렝스 7
- 렝스 8
- 렝스 9
- 세르메즈레뱅
- 세잔브리에샹파뉴
- 베르튀플렌샹프누아즈
- 비트리르프랑수아샹파뉴에데르